# Journal of Molecular Catalysis
Journal of Molecular Catalysis é uma revista científica, publicada pela Elsevier, subdividida em A: Chemical, segundo a editora, especializada na publicação de artigos com contribuições originais, rigorosas e acadêmicas que examinam os aspectos moleculares e atômicas de ativação catalítica e mecanismos de reação em catálise homogênea, catálise heterogênea (incluindo catálise organometálica) e catálise computacional, e B: Enzymatic, um fórum internacional para pesquisadores e desenvolvedores de produtos de aplicações celulares e enzimas livres como catalisadores em síntese orgânica, com ênfase em aspectos mecanicistas e sintéticos da transformação biocatalítica.